# Varga Imre (költő)
Varga Imre (Kisgyarmat, 1950. február 5. –) magyar költő, műfordító, szerkesztő.

## Életpályája
Egyetemi tanulmányait a Komensky Egyetemen folytatta Pozsonyban, filozófia-magyar szakon 1968–1969 között. 1971–1973 között nyomdai korrektor, majd papírgyári munkás. 1973–1980 között a pozsonyi Irodalmi Szemle korrektora, szerkesztője. 1980–1982 között szabadfoglalkozású író volt. 1982–1983 között az Állami Gorkij Könyvtár munkatársa, 1983-tól ismét szabadfoglalkozású író. 1982 óta él Magyarországon.

## Művei
- Crusoe-szaltók (versek, 1975)
- A medve alászáll (versek, 1977)
- Sárkányölő Jankó (verses mese, 1978)
- Boszorkányszombat (versek, 1981)
- Rejtett ösvény (csehszlovákiai magyar költők antológiája 1919–1945, összeállította, 1980)
- Ember/Világ rapszódia (két hosszúvers, 1985)
- Önarckép – nélkülem (válogatott és új versek, 1986)
- Íletrajs (versek, 1989)
- Légy önmagad (interjúk az egészséges életről, 1990)
- Ének éneke (versek, 1991)
- Luca kiskönyve (mesék és virágok, 1995)
- Kisebbségből kisebbségbe (Beszélgetések áttelepült írókkal, 1995)
- A gyöngykirály lánya (felvidéki népmese-feldolgozások, 1997)
- Tereptárgyak, jósjelek (versek, 1998)
- Nap és Hold közt a rét (versek, 1998)
- Szitakéreg, rostakéreg (felvidéki népmondák és hiedelemtörténetek, 1998)
- Múltvesztőhely (hosszúvers, 1999)
- Tanuld a fényt (versek, 2000)
- Zen Benedek (2000)
- Trella Vilém. Álmoskönyvecske (2001)
- Utcalakók (2001)
- Anyagba zárva (drogos sorstörténetek) (2003)
- Halj meg, hogy élhess! (versek, 2004)
- Agram Irev lelki mozija (versek, 2006)
- Mielőtt kimondaná (versek, 1968-2010) (2011)
- Játék Vénusz dombján (versek, 2014)
- A magányos vadlúd csapatban száll (Naplók, feljegyzések, 2014)
- Varga Imre legszebb versei (2015)
- Tölgyfa-testvér (A szlovák népköltés antológiája, 2016)
- Tölgyfa-testvér (Szvorák Katalin előadásában, CD lemez, 2018)
- Az éntelenség gyönyöre (versek, 2019)
- Pókvári mese (verses bábjáték, 2019)

## Díjai
- Madách-díj (1980) (a díjat visszatartották)
- Aszú-díj (Mozgó Világ, 1981)
- Móricz Zsigmond-ösztöndíj (1983)
- Az Életünk-nívódíja (1985)
- clevelandi József Attila-díj (1987)
- Petőfi Sándor Sajtószabadság-díj (2003)